# Tutu (canción)
«Tutu» es una canción interpretada por el cantante colombiano Camilo y el portorriqueño Pedro Capó, lanzada el 2 de agosto de 2019 a través de los sellos discográficos Hecho A Mano Music y Sony Music Latin.La canción fue escrita por Camilo, Jon Leone y Richi López, y producida por estos últimos dos. Es una canción que habla del amor correspondido, la diversidad y la autenticidad.
Una nueva versión junto a la cantante colombiana Shakira fue lanzada el 15 de octubre de 2019.

## Lista de canciones
- Descarga digital[5] – Streaming[6]

| N.º | Título | Duración |  |
| 1.  | «Tutu» | 2:58     |  |

## Vídeo musical
El vídeo musical fue lanzado en YouTube el mismo día que la canción, el 2 de agosto del 2019. Fue dirigido por Marlene Rodríguez Miranda y se ha grabado en Argentina. En el vídeo aparecen Camilo y Pedro Capó acompañados de un gran elenco de actores y bailarines. Actualmente cuenta con más de 773 millones de reproducciones en la plataforma.

### Sinopsis
Camilo declaró que el video «cuenta la historia real de cómo él se siente, de una manera cinematográfica. Es una celebración de quien es, quien se siente cada vez que se sube a una tarima, quien es cada vez que ve a su novia y el hecho de que lo haya elegido a él, es el ambiente en el que fluye la canción».

## Remezcla con Shakira
«Tutu (Remix)» con la cantante colombiana Shakira, es la remezcla oficial de la canción «Tutu». Fue lanzado el 15 de octubre de 2019 a través de Sony Music Latin.

### Recepción comercial
La remezcla de la canción logró colocarse en el primer lugar de siete países en iTunes: Baréin, Chile, Colombia, Ecuador, Estados Unidos (en la categoría latina), Nicaragua y Perú. El audio en YouTube se colocó en el primer puesto en tendencia mundial de la plataforma al igual que fue número uno en diecisiete países: Argentina, Bolivia, Chile, Colombia, Costa Rica, Ecuador, El Salvador, España, Guatemala, Honduras, México, Nicaragua, Panamá, Paraguay, Perú, Puerto Rico y Uruguay.

## Posicionamiento en listas

### Listas semanales
| Lista (2019)                              | Mejor posición |
| ----------------------------------------- | -------------- |
| Argentina Hot 100 (Billboard)             | 1              |
| Argentina Airplay (Monitor Latino)        | 1              |
| Bolivia (Monitor Latino)                  | 4              |
| Chile (Monitor Latino)                    | 1              |
| Colombia (Monitor Latino)                 | 2              |
| Colombia (National-Report)                | 4              |
| Costa Rica (Monitor Latino)               | 3              |
| Ecuador (Monitor Latino)                  | 5              |
| Ecuador Top 40 (Charts Ecuador)           | 1              |
| Ecuador Top 40 Streaming (Charts Ecuador) | 1              |
| El Salvador (Monitor Latino)              | 2              |
| Guatemala (Monitor Latino)                | 1              |
| España (PROMUSICAE)                       | 8              |
| Estados Unidos (Hot Latin Songs)          | 16             |
| Estados Unidos (Latin Pop Songs)          | 1              |
| Italia (FIMI)                             | 97             |
| México Airplay (Billboard)                | 1              |
| México (Monitor Latino)                   | 2              |
| Nicaragua (Monitor Latino)                | 14             |
| Panamá (Monitor Latino)                   | 4              |
| Paraguay (Monitor Latino)                 | 1              |
| Paraguay (SGP)                            | 19             |
| Perú (Monitor Latino)                     | 3              |
| Puerto Rico (Monitor Latino)              | 4              |
| Uruguay (Monitor Latino)                  | 1              |
| Venezuela (Monitor Latino)                | 15             |

Remix con Shakira
| Lista (2019)        | Mejor posición |
| ------------------- | -------------- |
| España (PROMUSICAE) | 98             |
| Francia (SNEP)      | 127            |

### Listas de fin de año
| Lista (2019)                       | Posición |
| ---------------------------------- | -------- |
| Argentina Airplay (Monitor Latino) | 24       |

## Certificaciones
| País           | Organismo certificador | Certificación   | Ventas certificadas | Ref.   |
| -------------- | ---------------------- | --------------- | ------------------- | ------ |
| Brasil         | (Pro-Música Brasil)    | 3× Platino      | 120;000             | [ 36 ] |
| España         | (PROMUSICAE)           | Oro             | 20 000              | [ 37 ] |
| Estados Unidos | (RIAA)                 | Platino (Latin) | 60 000              | [ 38 ] |
| México         | (AMPROFON)             | 4× Platino      | 240 000             | [ 36 ] |